# Phil Bond
Phillip Damone "Phil" Bond (Louisville, Kentucky, 27 de julio de 1954) es un exjugador de baloncesto estadounidense que disputó una temporada en la NBA. Con 1,88 metros de estatura, lo hacía en la posición de base.

## Trayectoria deportiva

### Universidad
Jugó durante cuatro temporadas con los Cardinals de la Universidad de Louisville, en las que promedió 8,3 puntos, 4,6 asistencias y 2,4 rebotes por partido. Mantiene hoy en día el récord de más asistencias en un Torneo de la NCAA de su universidad (35). Es el segundo de todos los tiempos de los Cardinals en asistencias, con 528, y mantuvo durante 27 años el récord histórico de su equipo de más pases de canasta en un partido, con 14 conseguidas ante UCLA Bruins, siendo superado en 2004 por Francisco García.

### Profesional
Fue elegido en la sexagésimo segunda posición del Draft de la NBA de 1977 por Houston Rockets, con los que firmó contrato, pero solo llegó a disputar 7 partidos en los que anotó en total 4 puntos, antes de ser despedido.

## Estadísticas de su carrera en la NBA

### Temporada regular
| Temporada | Edad | Equipo          | Liga | P | TIT | MIN | TC  | TCA | %TC  | 3P | 3PA | %3P | TL  | TLA | %TL | R.OF. | R.DEF. | REB | ASIS | ROB | TAP | PER | FP  | PTS |
| 1977-78   | 23   | Houston Rockets | NBA  | 7 |     | 3.0 | 0.3 | 0.9 | .333 |    |     |     | 0.0 | 0.0 |     | 0.1   | 0.4    | 0.6 | 0.3  | 0.1 | 0.0 | 0.3 | 0.1 | 0.6 |
| Total     |      |                 | NBA  | 7 |     | 3.0 | 0.3 | 0.9 | .333 |    |     |     | 0.0 | 0.0 |     | 0.1   | 0.4    | 0.6 | 0.3  | 0.1 | 0.0 | 0.3 | 0.1 | 0.6 |